# Hans Dieter Schwarze
Hans Dieter Schwarze (* 30. August 1926 in Münster; † 7. Mai 1994 in Anterskofen, Bayern) war ein deutscher Schriftsteller, Schauspieler und Fernseh-Regisseur.

## Leben
Hans Dieter Schwarze wuchs im Münsteraner Stadtteil „Klein Muffi“ auf. Nach Kriegsdienst und Gefangenschaft begann Schwarze seine Theaterlaufbahn 1946 am Stadttheater Münster als Regieassistent und Schauspieler. In den 50er-Jahren war er als Dramaturg, Schauspieler und Regisseur an vielen verschiedenen deutschen Theatern tätig. An den Münchner Kammerspielen inszenierte er die deutschen Erstaufführungen von Im Park (Le square) (Marguerite Duras, 1957) und König Ubu (Ubu Roi) (Alfred Jarry, 1959).
Schwarzes erster Kinofilm, das Schlagerlustspiel Was macht Papa denn in Italien? mit Willy Fritsch, entstand im Jahre 1961. Zur gleichen Zeit begann er, für das Fernsehen zu arbeiten. Unter seinen rund 150 TV-Filmen finden sich viele Inszenierungen von unterhaltsamen Bühnenstücken (Wilder, Anouilh, Pagnol, Shaw, Shakespeare, Sternheim, Ostrowski u. a.) sowie Filme nach literarischen Vorlagen von Flaubert, Tschechow, Fontane oder Keller.
1966 spielte er die Hauptrolle im Spielfilm Alle Jahre wieder. Mit dem Kritiker- und Publikumserfolg setzten Schwarze sowie die Brüder Ulrich (Regie) und Peter Schamoni (Produktion) ihrer Heimatstadt Münster ein ironisches Denkmal.
Nach acht Jahren als Regisseur und Dramaturg bei der Bavaria Atelier GmbH übernahm Schwarze von 1968 bis 1973 die Intendanz des Westfälischen Landestheaters in Castrop-Rauxel. Danach leitete er als Direktor das in „Nürnberger Volkstheater“ umbenannte Schauspiel der Städtischen Bühnen in Nürnberg. Seit 1976 war er als freiberuflicher Regisseur tätig. Daneben schrieb, inszenierte und sprach er etliche Hörspiele und arbeitete gelegentlich als Schauspieler.
Auch als Autor etlicher Bücher machte sich Schwarze einen Namen. Zwischen 1952 und 1994 veröffentlichte er unter anderem Gedichte, Kurzgeschichten, Romane, Krimis, Kinderbücher, Theaterstücke und biografische Notizen. Er war Mitglied des P.E.N.-Clubs.
Von 1949 bis 1962 war Schwarze mit der Schriftstellerin Ingrid Bachér verheiratet (eine Tochter: Micheline Schwarze, geb. 1954), in zweiter Ehe, von 1963 bis zu seinem Tod 1994, mit der Schauspielerin und Künstlerin Karin von Wangenheim (ein Sohn: Daniel Schwarze, geb. 1965, verst. 2007).
Der Nachlass von Hans Dieter Schwarze befindet sich im Westfälischen Literaturarchiv.

## Auszeichnungen
- 1957 Förderpreis für Literatur der Landeshauptstadt Düsseldorf
- 1960 Ordre de la Grande Gidoullie, Paris
- 1965 Preis für die beste Fernsehregie beim Internationalen Festival Prag
- 1967 Deutscher Filmpreis in Gold
- 1969 Lobende Erwähnung beim Adolf-Grimme-Preis
- 1973 Verdienstkreuz am Bande der Bundesrepublik Deutschland[2]
- 1973 Silbernes Blatt der Dramatiker Union
- 1991 Kulturpreis des Landkreises Dingolfing-Landau
- 1993 Verdienstkreuz 1. Klasse der Bundesrepublik Deutschland

## Filme
- Was macht Papa denn in Italien? (1961, Regie)
- X Y Z (1961, Regie)
- Papiermühle (1962, Regie)
- Zwei Herren aus Verona (1963, Regie)
- Talente und Verehrer (1963, Regie)
- Heroische Männer (1963, Regie)
- Ein besserer Herr (1963, Regie)
- Die Reise um die Erde (1964, Regie)
- Komödie der Irrungen (1964, Regie)
- Colombe (1965, Regie)
- Der Drache (1965, Regie)
- Der Raub der Sabinerinnen (1966, Regie)
- Pflicht ist Pflicht (1966, Regie)
- Die Geschichte des Rittmeisters Schach von Wuthenow (1966, Regie)
- Eine einträgliche Stelle (1966, Regie und Drehbuch)
- Spätere Heirat erwünscht oder Pallü ist ein Spiel (1966, Regie)
- Alle Jahre wieder  (1967, Darsteller)
- Im weißen Rößl (1967, Regie)
- Siedlung Arkadien (1967, Regie)
- Die Mühle (1967, Regie)
- Peter und Sabine (1968, Darsteller)
- Feierabend (1968, Drehbuch)
- Schichtwechsel (1968, Regie)
- Madame Bovary (1968, Miniserie, Regie)
- Der blaue Strohhut (1968, Regie)
- Die mißbrauchten Liebesbriefe (1969, Regie)
- Varna (1970, Darsteller)
- Die Kriminalerzählung (1970–74, Fernsehserie, Regie)
- Gefährliche Neugier (1970, Regie)
- Ende einer Dienstfahrt (1972, Regie)
- Betreten verboten (1972, Regie)
- Tatort: Der Fall Geisterbahn (1972, Regie u. Drehbuch)
- Sonderdezernat K1 – Hafenhyänen (Regie)
- Lichtspiele am Preussenkorso (1975, Miniserie, Regie)
- Tatort: Fortuna III (1976, Darsteller)
- Doktors Dilemma, Des (1977, Darsteller)
- Tochter des Schweigens (1978, Fernsehserie, Regie)
- Wie Rauch und Staub (1979, Darsteller)
- Der Tod in der Waschstraße (1981, Darsteller)
- Tatort: Das Zittern der Tenöre (1981, Regie)
- Derrick – Die Frau des Mörders (1992, Gastauftritt)
- Derrick – Ein sehr trauriger Vorgang (1993, Gastauftritt)

## Hörspiele
- 1963: Herbert Asmodi: Die Harakiri-Serie – Regie (Kriminalhörspiel – BR/HR)

## Bücher und Veröffentlichungen (Auswahl)
- Quersumme. Gedichte (1952)
- Flügel aus Glas. Gedichte (1954)
- Heimweh nach den Weiten. Die abenteuerliche Lebensgeschichte des Dichters Peter Hille (1957)
- Der Stiefel ist vergiftet. Theateranekdoten (1960)
- Jeder ist Columbus. Reisenotizen (1965)
- Mersche von Tilbeck. Ein Spiel nach einer münsterländischen Sage (1966)
- Sterben üben – was sonst (1973)
- Memoriermurmeln (1980)
- Die Brandebusemanns (1980)
- Ludwig Leiserer (1981)
- Busch, Wilhelm, erreicht sich selbst (1982)
- Caspar Clan. Was ihm passiert und durch den Kopf geht (1983)
- Sieben Tage Ruhe auf dem Lande (1985)
- Kurz vorm Finale: Prosa und Verse aus vierzig Jahren (1986)
- Geh aus mein Herz. Erinnerungen an eine Jugend 1926 bis 1945 (1990)
- Tom Törni der Zauberer (1993)
- Ich mag keinen Kriminalroman (Kriminalroman) (1994)
- Rote Vogelschwärme. Aufzeichnungen aus meiner Krebszeit (1994)

## Sonstiges
Die Aufführungsrechte für Schwarzes Theaterstücke liegen beim Theaterverlag Whale Songs, Hamburg.